# Madias Nzesso
Madias Dodo Nzesso Ngake, née le 20 avril 1992 à Douala, est une haltérophile camerounaise.

## Carrière
Aux Jeux olympiques d'été de 2012, elle termine sixième dans la catégorie des moins de 75 kg ; les trois sportives du podium sont a posteriori destituées de leur médaille, ce qui lui permet de récupérer la médaille de bronze. 
Au niveau continental, elle remporte l'or aux Championnats d'Afrique d'haltérophilie 2009, aux Championnats d'Afrique d'haltérophilie 2010 et aux Championnats d'Afrique d'haltérophilie 2012 dans la catégorie des moins de 75 kg.